# Pojarkovo
Pojarkovo (oroszul: Поярково) falu Oroszország ázsiai részén, az Amuri területen, a Mihajlovkai járás székhelye. Népessége: 6952 fő (a 2010. évi népszámláláskor).

## Elhelyezkedése
Az Amuri terület déli szélén, Blagovescsenszk területi székhelytől 159 km-re délkeletre fekszik. Az Amur bal partján, a Zavitaja mellékfolyó torkolatánál helyezkedik el. Folyami kikötő. Az országhatáron fekvő települést északkelet felé, Zavityinszk járási székhellyel vasútvonal és közút köti össze.
1859-ben kozák településként alapították. Vaszilij Pojarkovról nevezték el, aki 1643-1644-ben egy kozákcsapat élén első orosz felfedezőként járt a térségben, többek között a Zeja és az Amur partvidékén. 
A járásban 10–12. századi régészeti emlékhely található.